# (5722) Johnscherrer
(5722) Johnscherrer est un astéroïde de la ceinture principale.

## Description
(5722) Johnscherrer est un astéroïde de la ceinture principale. Il fut découvert le 2 mai 1986 à l'observatoire Palomar par le projet INAS. Il présente une orbite caractérisée par un demi-grand axe de 2,22 UA, une excentricité de 0,15 et une inclinaison de 6,4° par rapport à l'écliptique.

## Compléments